# فيرتومنوس (لوحة)
فيرتومنوس Vertumnus هي لوحة زيتية للفنان الإيطالي جوزيف أرشيمبولدو  رسمها في عام 1591م.
هي لوحة زيتية أنتجها الرسام الإيطالي جوزيبي أركيمبولدو في عام 1591، وتتكون من العديد من الفواكه والخضروات والزهور التي تجتمع معًا لتكوين صورة للإمبراطور الروماني رودولف الثاني فيرتمن فيرتومنوس . هناك معاني سياسية مقصودة وراء القطعة، خاصة فيما يتعلق باختيار الفواكه والخضروات والزهور. كان اختيار أرشيمبولدو لتضمين هذه العناصر أيضًا إشارة مقصودة إلى الإله الروماني فيرتومنوس .
تم تقديم فيرتومنوس إلى رودولف الثاني بعد اكتماله. انتقلت ملكيتها إلى الجيش السويدي بعد حرب الثلاثين عاما . على الرغم من أن مؤرخي الفن فقدوا أثر فيرتومنوس بعد هذا التحول، إلا أنه عاد للظهور مرة أخرى في عام 1845 في السويد في قلعة سكوكلوستر ، حيث يقع حاليًا.
تم رسمها بعد عودة أرشيمبولدو إلى ميلانو وهي مصنوعة من الزهور وكذلك الفواكه والخضروات من جميع الفصول الأربعة ، بما في ذلك التفاح والكمثرى والعنب والكرز والخوخ والرمان والتين والفاصوليا والبازلاء في القرون والذرة والبصل والخرشوف والزيتون.
يمثل تكوين الكائن البشري باستخدام الأشكال الطبيعية ، وهو ما يميز صور أرشيمبولدو ، هنا الانسجام بين حكم الإمبراطور وقاعدة الطبيعة. إن وفرة المنتجات هي رمز لعودة ما يسمى بالعصر الذهبي – ازدهار الطبيعة والثقافة والازدهار – تحت حكم رودولف الثاني. على هذا النحو ، فإن الصورة تملق الإمبراطور ، ربما بشكل غير مفاجئ ، بالنظر إلى أنه كان صاحب عمل أرشيمبولدو وراعيها لمدة أحد عشر عامًا. ومع ذلك ، لم يكن رودولف الثاني حاكمًا شعبيًا بشكل عام. لذلك يبدو أن دلالات التقوى والقوة والازدهار ستساعد في تحسين صورته العامة. كان Vertumnus واحدًا من آخر الأعمال التي رسمها أرشيمبولدو ، ومع فلورا (1588) ، غالبًا ما يُعتبر أكثر أعماله الفنية إنجازًا.

### الدافع:
تهدف صورة رودولف الثاني إلى رمز التوازن والانسجام مع الطبيعة الذي كان يُنظر إلى حكمه على أنه يمثله. وكان هذا النوع من الصور تعبيراً عن افتتان رجل عصر النهضة بالألغاز والألغاز والغرائب . تلاشت أعمال أرشيمبولدو الدينية الأكثر تقليدية في وقت لاحق في غياهب النسيان، لكن صوره للوجوه المكونة من أشياء نالت إعجاب معاصريه واحتفظت بقيمتها للأجيال القادمة.
كان الإمبراطور الروماني المقدس رودولف الثاني، الذي أمر بهذه اللوحة، يحب أن يتم التقاط صورته، ويقال إنه كان يحدق إلى النهاية في الروائع العظيمة. وهكذا رسم صورته العديد من أفضل الفنانين في عصره، بما في ذلك هانز فون آخن، وأدريان دي فريس، وجوزيبي أرسيمبولدو. كان رودولف قد جمع كمية هائلة من اللوحات التي كانت مجموعته واحدة من أعظم المجموعات في أوروبا. بأسلوبه النموذجي، خلق أركيمبولدو صورة رودولف كشخصية فيرتومنوس، الإله الروماني للحياة النباتية والنمو وتغير الفصول، والتي تم تجميعها من الفواكه والخضروات الطازجة.

## حول العمل الفني
شكل الفن: التصوير الزيتي 
الموضوع والأشياء: الطبيعة الصامتة، صورة شخصية ، مشهد استعاري
أسلوب الفن: الباروك ، الأسلوبية
التقنية: ألوان زيتية
المواد: لوحة محمولة لوحة
تاريخ الإنشاء: 1591م
الحجم: 70×58 سم
المنطقة: السويد السويد
الموقع: قلعة سكوكلوستر، السويد

### الأسلوبية:
خلال فترة وجود أرشيمبولدو في بلاط رودولف الثاني، كان قادرًا على تحسين أسلوبه الفريد الذي من شأنه أن يدفع الكثيرين إلى اعتبار نهج أركيمبولدو فيما بعد "نموذجيًا... للسلوك".  الأسلوبية هي أسلوب فني خاص استمر من ثلاثينيات القرن السادس عشر إلى القرن السابع عشر. ركز فنانو الأسلوبية على عرض تقنياتهم بشكل كبير، ومبالغتهم في الأشكال، والعناصر الزخرفية مما أدى إلى قطع منمقة للغاية ومبالغ فيها.  في الوقت الحاضر، يُعتقد أن أرسيمبولدو هو أحد الرواد الأوائل لأسلوب الفن الأسلوبي، خاصة بسبب استخدامه الفريد لصور الحياة الساكنة.